# 輕氣砲
輕氣砲（light-gas gun）是一種高度特化用於產生極高初速的物理實驗設備。常用於研究高速撞擊現象，例如隕石撞出隕石坑或微流星體對於物質的侵蝕。一些基礎材料的研究仰賴投射物撞擊時產生的高壓，該系統能夠把液態氫撞成金屬態。
1. ↑  .   [2022-12-05]. （原始内容存档于2022-12-05）.